# 馬哈迪塔山
30°25′12″S 69°46′51″W / 30.42000°S 69.78083°W
馬哈迪塔山（Majadita），是阿根廷的山峰，位於該國西部聖胡安省，屬於安第斯山脈的一部分，海拔高度6,280米，山坡上有數道冰川，人類在1996年12月4日首次登頂。